# Choriaster
Choriaster es un género monotípico de la familia Oreasteridae que contiene una sola especie, Choriaster granulatus, comúnmente conocida como estrella de mar granulada. Esta especie es inofensiva para los humanos.

## Descripción
Choriaster granulatus es una estrella de mar de gran tamaño con un cuerpo convexo y cinco brazos cortos. Los brazos tienen puntas redondeadas, lo que le da un aspecto "fálico". Relativamente grande en comparación con otras estrellas de mar, su radio máximo es de aprox. 27 cm. Por lo general, es de color rosa pálido con papilas marrones que irradian desde el centro, pero también puede tener colores que van del gris al amarillo o incluso al rojo.

## Ubicación
Esta especie se encuentra en numerosas aguas tropicales, incluidas: África Oriental, región del Indopacífico, Gran Barrera de Coral, el mar Rojo, Vanuatu, Fiyi y Papúa Nueva Guinea.

## Hábitat
Choriaster granulatus prefiere aguas poco profundas, de entre 1,5 y 50 metros de profundidad y temperaturas superiores a la media de 24 a 29 °C. Choriaster granulatus se ha encontrado individualmente o en grupos a lo largo de los arrecifes de coral en la región del Indo-Pacífico Occidental. También se ha encontrado en el mar Rojo, Fiji y la Gran Barrera de Coral. El hábitat arenoso donde suele vivir se caracteriza por pendientes de escombros y detritos. También se han encontrado entre corales y esponjas.

## Dieta
Choriaster granulatus es un carnívoro que, como otras estrellas de mar, tiene la boca en la parte inferior del cuerpo. Los alimentos se digieren y absorben fuera del cuerpo forzando al estómago a salir de la boca hacia la comida. Su alimentación incluye pequeños invertebrados como pólipos de coral así como carroña.

## Ciclo de vida y reproducción
Los embriones de estrellas de mar se convierten en larvas planctónicas antes de convertirse en estrellas de mar juveniles con cinco brazos. La clase de organismos Asteroidea se reproduce tanto asexual como sexualmente. 

## Amenazas
Los brazos de Choriaster granulatus pueden deformarse cuando pequeñas lapas parásitas se adhieren a su parte inferior. También están amenazados por la pérdida de hábitat debido a la acidificación de los océanos, que puede provocar el blanqueamiento de los corales.

## Galería de imágenes

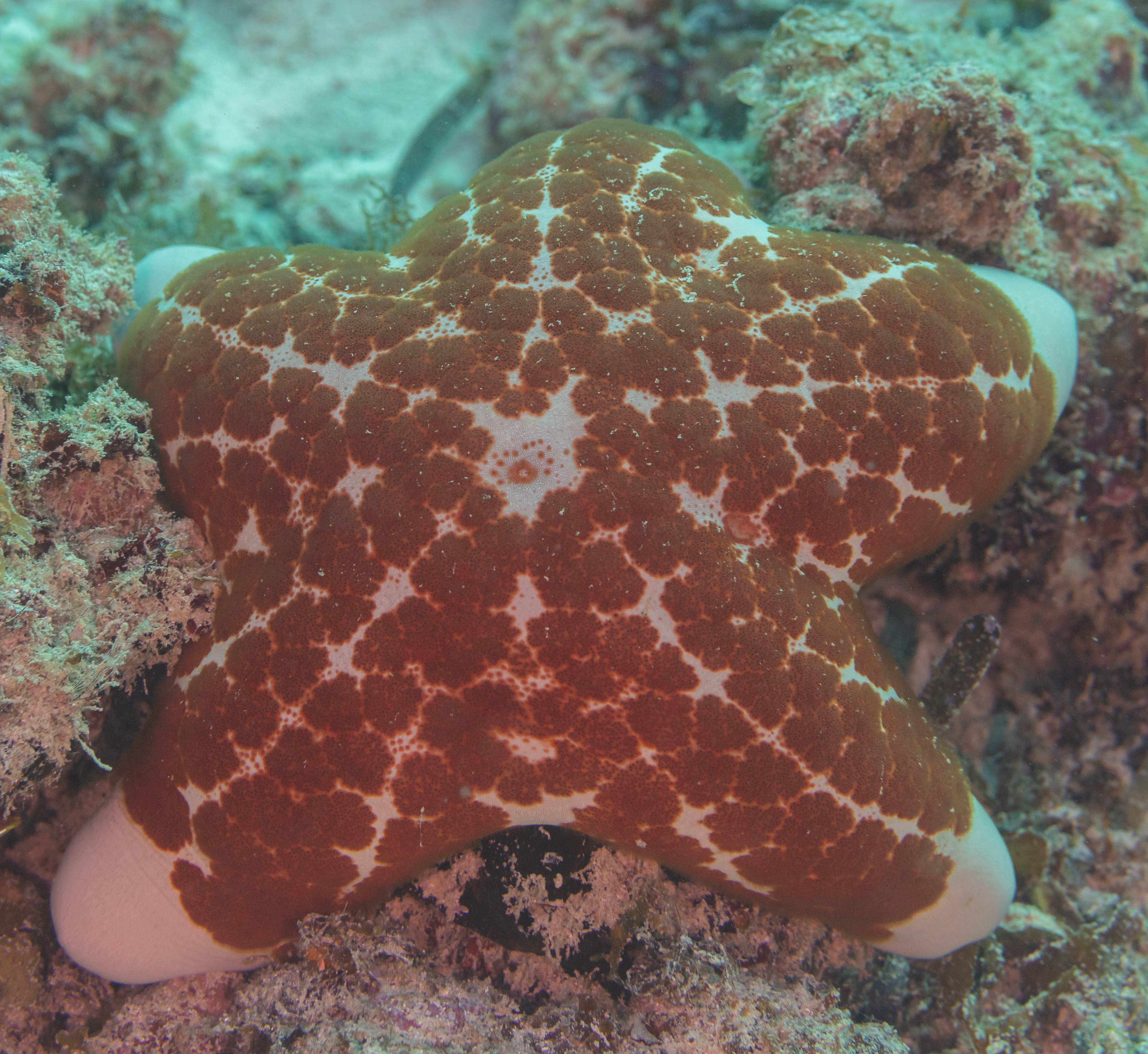
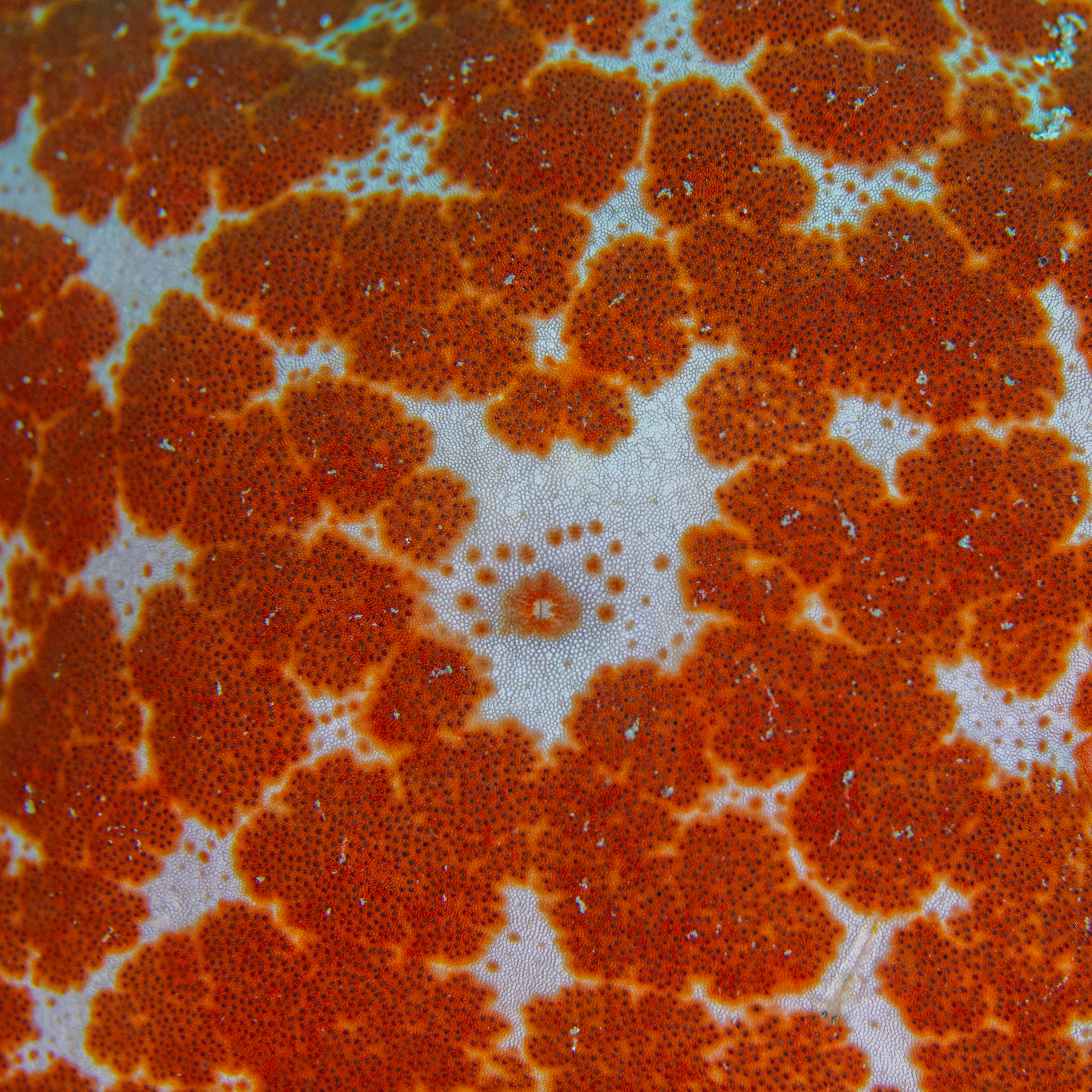
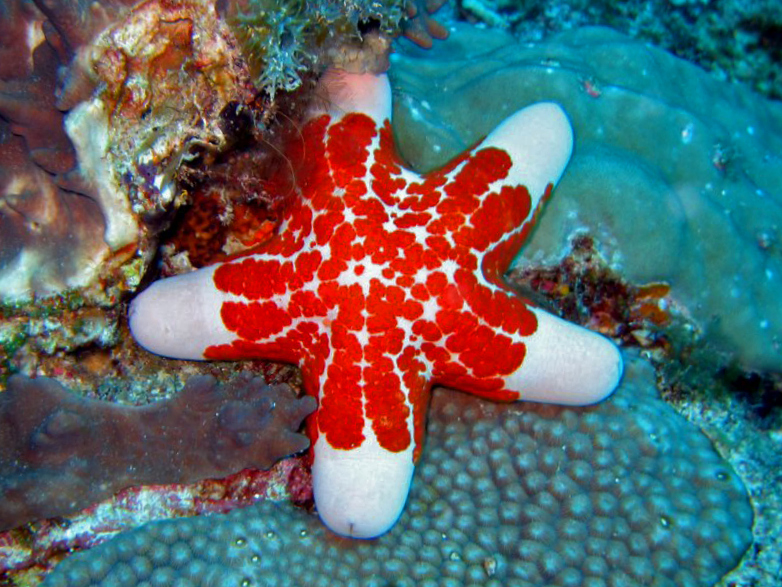

- Datos: Q16539195
- Multimedia: Choriaster / Q16539195
- Especies: Choriaster